# Caténation
La caténation est l'aptitude d'un élément chimique à former une longue structure semblable à une chaîne ou un cycle par le biais d'une série de liaisons covalentes. La caténation se produit le plus aisément avec le carbone, qui forme des liaisons covalentes avec d'autres atomes de carbone. La caténation est ce qui permet la présence d'un grand nombre de composés organiques dans la nature. Le carbone est bien connu pour ses propriétés de caténation, si bien que la chimie organique consiste essentiellement en l'étude des structures carbonées caténaires. Cependant, le carbone n'est d'aucune manière le seul élément capable de former de telles chaînes, et plusieurs autres éléments du groupe principal sont capables de former une grande variété de chaînes.
L'aptitude d'un élément à la caténation est principalement basée sur l'énergie de liaison de l'élément avec lui-même. Cette aptitude est aussi influencée par une variété de facteurs stériques et électroniques, incluant l'électronégativité de l'élément en question, l'hybridation de l'orbitale moléculaire et la capacité à former différents types de liaisons covalentes. Dans le cas du carbone, le recouvrement sigma entre atomes adjacents est suffisamment fort pour que des chaînes parfaitement stables puissent se former. Avec d'autres éléments, on a jadis cru que c'était extrêmement difficile malgré nombre de preuves du contraire.

## Les éléments de lacolonne 14
La caténation est prédominante entre atomes de carbone, significative entre atomes de silicium et peu présente entre atomes de germanium.
Le silicium peut former des liaisons sigma avec d'autres atomes de silicium (le disilane étant le composé principal de cette classe). Mais avec une paire de substituants organiques convenable à la place de l'hydrogène sur chaque atome de silicium, il est possible de préparer des polysilylènes (parfois incorrectement appelés polysilanes) analogues aux alcanes. Ces longs composés caténaires ont des propriétés électroniques surprenantes - haute conductivité électrique par exemple - du fait de la délocalisation sigma des électrons de la chaîne.
Même les  liaisons π silicium–silicium sont possibles. Cependant, ces liaisons sont moins stables que leurs analogues carbonés. Le disilane est plutôt réactif comparé à l'éthane. Les disilylènes sont plutôt rares, contrairement aux alcènes. Des exemples de disilynes, longtemps considérées trop instables pour être isolés ont été rapportés en 2004.

## Les éléments de lacolonne 15
La caténation est peu présente entre atomes d'azote et entre atomes de phosphore.
Des chaînes de phosphore (avec substituants organiques) ont été préparées, bien qu'elles tendent à être plutôt fragiles. De petits cycles ou groupements sont plus communs.

## Les éléments de lacolonne 16
La caténation est significative entre atomes de soufre et peu présente entre atomes de sélénium et entre atomes de tellure.
Les propriétés remarquables du soufre élémentaire sont largement dues à la caténation. Dans son état natif, le soufre existe en tant que molécules de S8 (cyclooctasoufre). Chauffés, ces cycles s'ouvrent et se lient ensemble, donnant naissance à des chaînes de longueur croissante, ce qui est mis en évidence par la viscosité croissante tandis que les chaînes rallongent.

## Liaisons doubles et triples
Ces dernières années, une variété de liaisons doubles et triples entre les éléments semi-métalliques a été rapportée, incluant le silicium, le germanium, l'arsenic, le bismuth et ainsi de suite. 

## Applications
L'aptitude de certains éléments du groupe principal à la caténation est présentement l'objet de recherches dans le domaine des polymères inorganiques.